# Biala (ort)
Biala är en ort i Australien. Den ligger i kommunen Upper Lachlan Shire och delstaten New South Wales, i den sydöstra delen av landet, omkring 200 kilometer sydväst om delstatshuvudstaden Sydney.
Trakten runt Biala är nära nog obefolkad, med mindre än två invånare per kvadratkilometer.. Närmaste större samhälle är Grabben Gullen, omkring 14 kilometer nordost om Biala.
Trakten runt Biala består till största delen av jordbruksmark. Genomsnittlig årsnederbörd är 925 millimeter. Den regnigaste månaden är februari, med i genomsnitt 174 mm nederbörd, och den torraste är maj, med 40 mm nederbörd.